# ديلون دوبيه
ديلون دوبيه (بالإنجليزية: Dillon Dubé)‏ هو لاعب هوكي الجليد كندي، ولد في 20 يوليو 1998 في قولدن في كندا.

## وصلات خارجية
- ديلون دوبيه على موقع دوري الهوكي الوطني (الإنجليزية)
- ديلون دوبيه على موقع EliteProspects.com (الإنجليزية)
- ديلون دوبيه على موقع Eurohockey.com (الإنجليزية)
- ديلون دوبيه على موقع HockeyDB.com (الإنجليزية)
- ديلون دوبيه على موقع Hockey-Reference.com (الإنجليزية)